# Vaplite
Vilna Akademia Proletarskoi Literaturi
La Vilna Akademia Proletarskoï Literaturi ou Vaplite (en ukrainien : Вільна академія пролетарської літератури, acronyme ВАПЛІТЕ ; littéralement « Académie libre de littérature prolétarienne ») est une association littéraire ukrainienne, fondée en 1925 et dissoute le 28 janvier 1928.

## Historique
La Vilna Akademia Proletarskoi Literaturi, Vaplite en abrégé, est fondée à Kharkiv en 1925.
Acceptant les exigences officielles du parti communiste, l'association Vaplite prend cependant une position indépendante dans la politique littéraire. 
Elle est l'une des organisations littéraires fonctionnant à cette époque malgré une constante surveillance idéologique.
Elle établit les bases de la création d'une nouvelle littérature ukrainienne par des artistes reconnus, ouvertes aux meilleures réalisations de la culture d'Europe de l'Ouest. Le leader virtuel de l'organisme est Mykola Khvyliovy ; son président est Mykhaïlo Ialovy (en), puis Mykola Koulich ; le secrétaire est Arkadiy Lioubtchenko (uk).
Dans cette organisation, les principaux membres actifs sont Mykola Khvyliovy, Mykhaïlo Ialovy (en), Olès Dosvitny (uk), Mykola Koulich, Hryhorii Epik, Pavlo Tytchyna, Ivan Sentchenko (uk), Oleksa Slissarenko (uk), Petro Pantch (uk), Mykola Bajan, Iouri Ianovsky (uk), Iouri Smolytch (uk), Ivan Dniprovsky (uk) et Oleksandr Kopylenko (uk).
Avant l'organisation de cette association, les principales associations littéraires étaient l'Union des écrivains prolétariens Hart et l'Union des écrivains paysans Plouh . Ces organisations étaient surtout focalisées sur le plan culturel, ce qui les détournait de leurs objectifs artistiques littéraires.
À partir de 1927, l'association publie son propre magazine, Vaplite.
Les vues de Mykola Khvyliovy entraînent des critiques de la part du parti communiste et du personnel gouvernemental de la RSS d'Ukraine. Des attaques particulièrement vives sont portées contre son roman Les Bécasses (uk) (Вальдшнепи). En raison de fortes critiques permanentes, Vaplite est contrainte de s'auto-dissoudre le 28 janvier 1928. 
Les membres de Vaplite ont poursuivi ensuite leur activité littéraire dans l'almanach littéraire « Littéraire équitable » (1928-1929) et l'organisation Politfront. Les membres de Vaplite sont parmi les premières victimes des répressions du régime stalinien.